# Калязинский уезд
Каля́зинский уе́зд — административно-территориальная единица Тверской губернии в составе Российской империи и РСФСР. Уездный город — Калязин.

## География

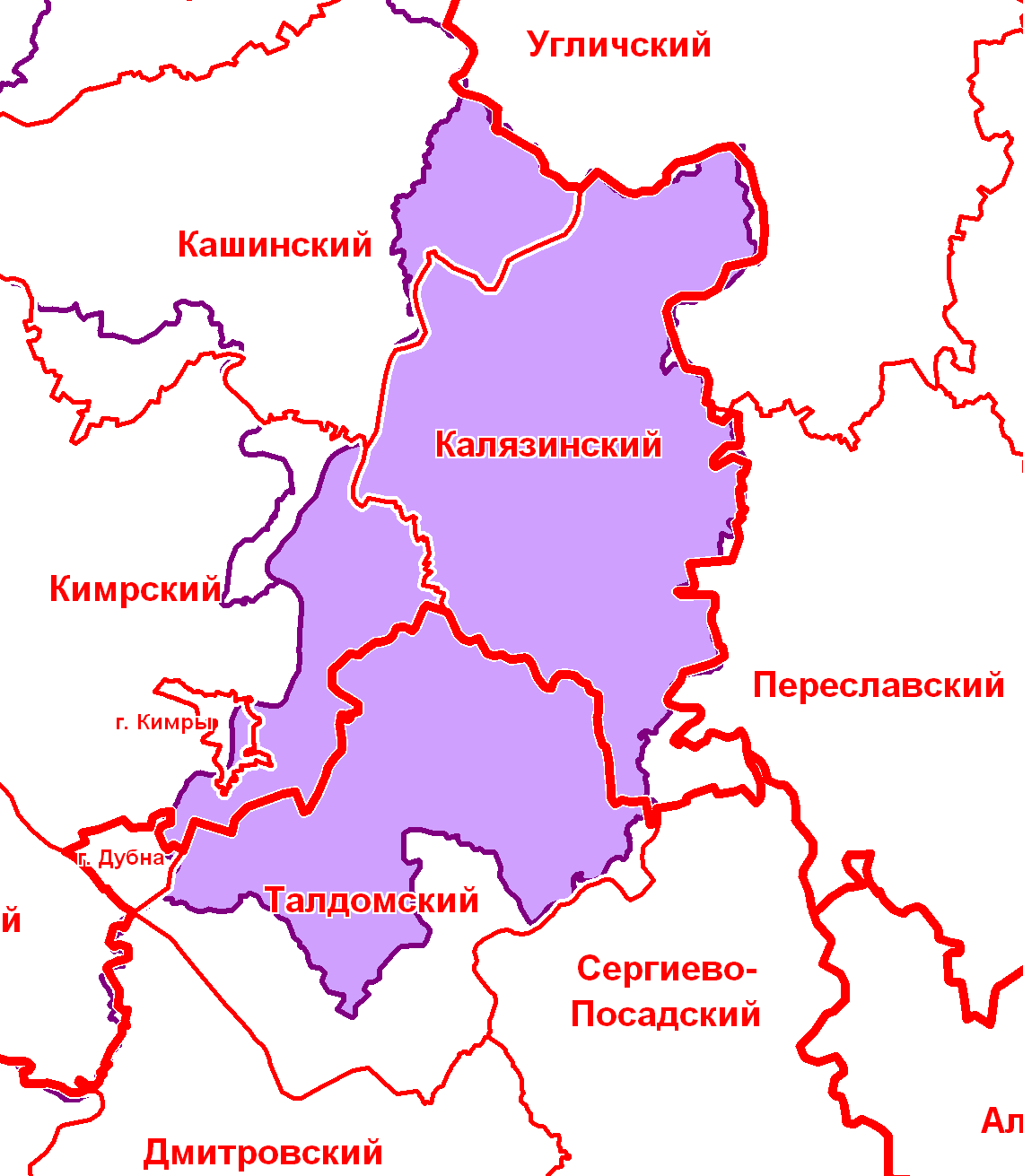
Калязинский уезд в современной сетке районов

Уезд был расположен на юго-востоке Тверской губернии. Граничил на северо-востоке с Ярославской губернией, на востоке с Владимирской губернией, на юге с Московской губернией. Площадь уезда составляла 2621,4 кв. версты.
Все реки уезда принадлежат системе Волги, которая сама протекает по уезду на протяжении 91 верст (в том числе 62 версты по границе с Корчевским и Кашинским уездами). По Волге ходят пароходы — срочные пассажирские и туэрные. Из притоков Волги наиболее важное значение имеют сплавные реки: Нерль, прорезающая уезд с юго-востока на запад и своими многочисленными притоками орошающая значительную часть его территории, Дубна и Жабня. По берегам рек и речек разместилось около половины всех поселений уезда (до 400).

### Современное положение
В настоящее время территория уезда (в границах на 1917 год) входит в состав Калязинского, Кашинского, Кимрского районов Тверской области и Талдомского района Московской области.

## История
Уезд был образован в 1775 году в составе Тверского наместничества. В 1796 уезд был упразднен, но в 1803 восстановлен в составе Тверской губернии. В 1922 уезд был упразднён, большая часть его территории отошла к Кашинскому уезду. Южная часть уезда с центром в с. Талдом была преобразована в Ленинский уезд Московской губернии.
Постановлением президиума ВЦИК от 20 мая 1922 года и постановлением Тверского губисполкома от 30 мая 1922 года Калязинский уезд был упразднён, основная его часть включена в состав Кашинского уезда, а Нагорская волость и северная часть Белгородской постановлением президиума ВЦИК от 22 июня 1922 года — в Ленинский уезд Московской губернии.

## Население
Население уезда в 1863 г. — 107,8 тыс. чел. (без Калязина), в 1893 г. — 133 488 чел., в 1913 г. — 148,5 тыс. чел. На 1 кв. версту приходится 50 чел.; по густоте населения уезд уступает только Кашинскому. Население распределено неравномерно: северная часть с хорошими почвами имеют население от 45 до 73, а южная, с неплодородными почвами — от 30 до 57 жит. на 1 кв. версту. По данным подворного описания 1888 г., крестьянское население уезда равнялось 121 750 чел.; из них 6782 чел. (5,7 %) отсутствующих. Всё население русское и, за исключением 835 чел. раскольников, — православное. Населенных мест — 918: 707 крестьянских поселков (54 села и 653 деревни), 19 погостов и 201 усадеб, хуторов и др. Самые крупные селения: с. Талдом (1086 жит.) и деревни Михайловское (985) и Згудово-Устье (803). По состоянию на июль 1919 года в уезде насчитывалось 676 селений.

## Экономика
Главное занятие населения — земледелие, были развиты промыслы (сапожничество (по заказам из с. Кимры), башмачный (центр — с. Талдом), валяльный, столярный, портняжество), широко распространено отходничество. Во 2-й пол. XIX века в уезде возникли многочисленные кустарные и полукустарные промысловые заведения. В 1913 в уезде около 130 артелей, объединявших около 25 тыс. кустарей, в 1912 ежегодно в отход уходило до 10 тыс. чел.

## Административное деление
В 1890 году в состав уезда входило 12 волостей:
| № п/п | Волость | Волостное правление | Число селений | Население |
| ----- | --- | ------------------- | ------------- | --------- |
| 1     | Белгородская | с. Белгородок       | 82            | 10396     |
| 2     | Нагорская | д. Нагорская        | 46            | 10163     |
| 3     | Озерская | д. Озерское         | 71            | 9183      |
| 4     | Плещеевская | д. Плещеево         | 93            | 9719      |
| 5     | Поречская | с. Троице-Нерль     | 62            | 6716      |
| 6     | Расловская | д. Фенино           | 59            | 8622      |
| 7     | Семендяевская | с. Семендяево       | 83            | 8565      |
| 8     | Семёновская (селения Айбутово (ныне Талдомский район), Акулово (ныне упразднена в Талдомском районе), Апсарево (ныне упразднена в Талдомском районе), Артемьево (нены упразднена в Талдомском районе), Бабино (ныне упразднена в Талдомском районе), Бибиково (ныне упразднена в Талдомском районе), Беляево (ныне упразднена в Талдомском районе), Бородино (ныне Талдомский район), Бревново (ныне упразднена в Талдомском районе), Буртаки (ныне Талдомский район), Бучево (ныне Талдомский район), Вороново (ныне Талдомский район), Горка (ныне упразднена в Талдомском районе), Гора (ныне упразднена в Талдомском районе), Головачево (ныне Талдомский район), Губино (ныне упразднена в Талдомском районе), Дмитровка (ныне Талдомский район), Ермолино (ныне Талдомский район), Измайлово (ныне Талдомский район), Костолыгино (ныне Талдомский район), Курилово (ныне Талдомский район), Лозынино (ныне Талдомский район), Мамолкино (ныне упразднена в Талдомский район), Михалево (ныне упразднена в Талдомском районе), Мокряги (ныне упразднена в Талдомском районе), Николо-Кропотки (ныне Талдомский район), Ожигово (ныне Талдомский район), Павловское (ныне Талдомский район), Пенское (ныне Талдомский район), Поляна (ныне упразднена в Талдомском районе), Прусово (ныне Талдомский район), Рамешки (ныне упразднена в Талдомском районе), Семёновское 1-е (ныне Большое Семёновское Талдомского района), Семёновское 2-е (ныне Разорёно-Семёновское Талдомского района), Семягино (ныне Талдомский район), Сенино (ныне Талдомский район), Терехово (ныне Талдомский район), Фоминское (ныне Талдомский район), Чупаево (ныне Талдомский район)) | с. Семёновское      | 45            | 7339      |
| 9     | Степановская | д. Чаплино          | 52            | 8614      |
| 10    | Сущевская | д. Сущево           | 44            | 7545      |
| 11    | Талдомская | с. Талдом           | 63            | 11673     |
| 12    | Фроловская | с. Фроловское       | 94            | 11547     |

К 1913 году была образована Зайцевская волость (центр — с. Зайцево).
В полицейском отношении уезд был разделён на два стана:
- 1-й стан, становая квартира г. Калязин.
- 2-й стан, становая квартира с. Талдом.

Не позднее сентября 1918 года была образована Ново-Семенковская волость (центр сельцо Семенково, с 1920 года — деревня Квашёнки).
В ноябре 1918 года 16 селений Белгородской волости и 8 — Талдомской были переданы в Кимрский уезд.
Решением президиума Тверского губисполкома от 3 декабря 1918 года с. Талдом переименовано в г. Ленинск, а Талдомская волость в Ленинскую.
Постановлением президиума ВЦИК от 15 августа 1921 года Белгородская (до реки Хотчи), Зайцевская, Ленинская, Ново-Семенковская, Озерская и Семёновская волости вошли в состав Ленинского уезда Московской губернии.

## Известные уроженцы
- Бирилёв, Николай Алексеевич (1829—1882) — российский контр-адмирал.
- Галахов, Яков Яковлевич (1865—1938) — новомученик XX века, русский духовный писатель, протоиерей, профессор Томского университета
- Морошкин, Фёдор Лукич (1804—1857) — русский учёный-правовед, ординарный профессор Московского университета.
- Салтыков-Щедрин, Михаил Евграфович (1826—1889) — русский писатель.
- Юрьев, Сергей Андреевич (1821—1888/1889) — русский литературный и театральный деятель
- Юрьев, Юрий Михайлович (1872—1948) — русский и советский актёр.
- Горылев, Михаил Дмитриевич (1900—1962) — советский генерал-майор.